# 薩繆埃爾·昂胡比亞
薩缪埃爾·昂胡比亞（法語：Samuel Honrubia；1986年7月5日—）是一位法國手球運動員，效力於巴黎聖日耳曼手球隊。他也是法國國家手球隊的一員，代表法國參加了2012年奧運會並獲得金牌。